# ビンズオン省
座標: 北緯11度10分 東経106度40分 / 北緯11.167度 東経106.667度
ビンズオン省（ビンズオンしょう、ベトナム語：Tỉnh Bình Dương / 省平陽  発音）は、ベトナムの南東部に位置したかつての省（地方自治体）。省都はトゥーザウモット市。南部発音は「ビンユーン」に近い。ビンドン省とも表記する。

## 地理
サイゴン川とドンナイ川に挟まれた三角状の地理を形成しており、ホーチミン市の東北に位置している。

## 歴史
ベトナム戦争時に激しい抗戦があったことからアメリカ軍によって「Iron Triangle」の名称で知られた。
2025年、バリア＝ヴンタウ省と共にホーチミン市に統合された。

## 経済
ビンズオン省は海外企業誘致に積極的な地域であり、ホーチミン市を中心とした南部経済圏の主要な省の一つで製造業をはじめとした多くの日系企業が投資をしている。
近年はベッドタウン開発計画があり、東急電鉄による鉄道と新都心開発を一体化した開発計画がある。この開発計画はビンズオン省のビンズオン新都市内にベカメックス東急が保有する街区面積約110ha（敷地面積約71ha）に、低中層、高層の住宅や、業務・商業施設を整備するプロジェクト。総事業規模は約1000億円。事業主は、東急電鉄とベカメックスIDCが2012年3月に設立した合弁会社ベカメックス東急。最初の事業となるタワーマンションが2012年11月21日に着工した。ビジネスパークや金融センター、国際会議場、商業施設、大学などを整備し、将来的に12万人が居住して、40万人が働く計画を描く。
また2013年にはロッテマートがベトナム国内5店舗目となるビンズオン店を開業した他、2014年11月にはイオンモール・ビンズオンキャナリー(AEON MALL Binh Duong Canary)も開業している。
さらに東急グループ会社のベカメックス東急（BECAMEX TOKYU CO.,LTD.）が路線バス（KAZE SHUTTLE）を運行している。同路線は、2月にトゥーザウモットからビンズオン新都市へ移転したビンズオン省新庁舎に勤務する公務員や来庁者及び新都市内居住者の通勤・移動手段として、新都市とトゥーザウモット市を結ぶもの。また、土・日・祝祭日には「イオンモール・ビンズオンキャナリー(AEON MALL Binh Duong Canary)」へ繋がるチャーターバスも運行している。

## 行政区画
ビンズオン省は、以下の行政単位に区分される。

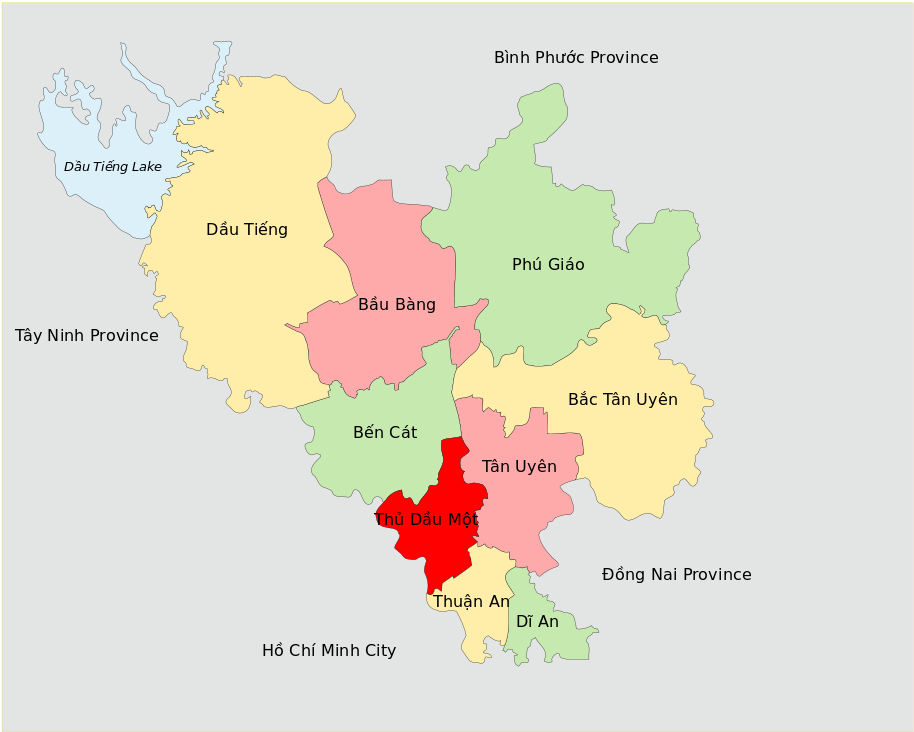
地図。北西端の水域はザウティエン湖

- 市（Thành Phố / 城庯）
  - トゥーザウモット市（Thủ Dầu Một / 守油蔑）
  - ベンカット（Bến Cát / 𤅶葛）
  - ジーアン市（Dĩ An / 以安）
  - タンユエン市（Tân Uyên / 新淵）
  - トゥアンアン市（Thuận An / 順安）

- 県（Huyện / 縣）
  - ザウティエン県 (Dầu Tiếng / 油汀)
  - フーザオ県（Phú Giáo / 富教）
  - バクタンユエン県（Bắc Tân Uyên / 北新淵）
  - バウバン県（Bàu Bàng / 保邦）